# اریتروبلاستوپنی
اریتروبلاستوپنی یک نوع کم خونی یا آنمی است که بر پیش‌سازهای گلبول‌های قرمز خون تأثیر می‌گذرد اما بر گلبول‌های سفید خون تأثیری ندارد. در این نوع بیماری، مغز استخوان تولید یاخته‌های سرخ را متوقف می‌کند. این بیماری توسط پائول کازنلسون کشف شد.

## نشانه‌های بیماری
نشانه‌های این بیماری عبارتند از:
- رنگ پریدگی
- تاکی کاردی (افزایش ضربان قلب به بیش از ۱۰۰ ضربان در هر دقیقه)
- کاهش فعالیت

## دلایل ایجاد بیماری
دلایل مختلف ایجاد این بیماری عبارتند از:
- بیماری خودایمنی
- برخی عفونت‌های ویروسی مانند اچ‌آی‌وی، هرپس سیمپلکس، پارواویروس بی۱۹(بیماری پنجم) یا هپاتیت
- بیماری ناشناخته: هنوز برای بسیاری از موارد این بیماری دلیل خاصی یافت نشده‌است.
- برخی داروها مانند مایکوفنولیک اسید یا اریتروپوئیتین
- بیماری مادرزادی: اریتروبلاستوپنی ارثی بلک فان-دیاموند نوعی از اریتروبلاستوپنی است که عامل ایجاد آن مادرزادی است.

## درمان
اریتروبلاستوپنی یک بیماری خود ایمنی است و برای درمان آن از داروهای سرکوب کننده سیستم ایمنی مانند سیکلوسپورین استفاده می‌شود. اگرچه این کار بدون خطر نیست.